# АЕС Філіппсбург
АЕС Філіппсбург (нім. Kernkraftwerk Philippsburg) — колишня атомна електростанція в Німеччині, потужністю 2394 МВт (до березня 2011 року, коли було вирішено зупинити перший реактор). Потужність другого енергоблоку, становив 1468 МВт. АЕС розташована в районі Карлсруе біля міста Філіппсбурга. Власник АЕС — EnBW Kernkraft GmbH.
31 грудня 2021 року в рамках відмови від ядерної енергетики її було виведено з експлуатації

## Дані енергоблоків
АЕС має два енергоблоки:
| Енергоблок             | Тип реактору                       | Нетто- потужність | Брутто- потужність | Початок будівництва | Синхронізація з електромережею | Комерційна експлуатація | Закриття   |
| ---------------------- | ---------------------------------- | ----------------- | ------------------ | ------------------- | ------------------------------ | ----------------------- | ---------- |
| Philippsburg-1 (KKP 1) | киплячий ядерний реактор (BWR)     | 890 МВт           | 926 МВт            | 01.10.1970          | 05.05.1979                     | 26.03.1980              | 2011 рік   |
| Philippsburg-2 (KKP 2) | водо-водяний ядерний реактор (PWR) | 1392 МВт          | 1468 МВт           | 07.07.1977          | 17.12.1984                     | 18.04.1985              | 31.12.2021 |